# Inundační most v Předměřicích nad Jizerou
Inundační most v Předměřicích nad Jizerou je silniční kamenný most, který se nachází v zátopovém území na levém břehu Jizery mezi Předměřicemi nad Jizerou a Tuřicemi na silnici II/610. Byl zapsán do Ústředního seznamu kulturních památek ČR.

## Historie
Most byl pravděpodobně postaven v první polovině 19. století. Na mostě stála socha svatého Jana Nepomuckého z konce 18. století v nadživotní velikosti (310 cm), která byla přesunuta před faru v Předměřicích nad Jizerou.

## Popis
Inundační most je zděná kamenná stavba o pěti polích postavena z velkých opracovaných pískovcových kvádrů. Oblouky o rozpětí šesti metrů vystupují ze čtyř hranolových pilířů, které mají náběžné strany zakončeny ostrými břity. Původně tato zakončení vystupovala asi tři metry před líc pilířů. Oblouky nesou vozovku, která byla široká asi šest metrů. Ve dvacátých letech 20. století byla rozšířena na devět metrů. Nové železobetonové nosníky byly položeny na vystupující náběžné hrany na betonovou nadezdívku. Mimo asfaltové vozovky jsou po obou stranách dva chodníky.